# Johann Gottlob Mehlig
Johann Gottlob Mehlig (* 5. Februar 1809 auf Hoflößnitz; † 29. November 1870 in Oberlößnitz) war ein sächsischer Chronist, Bergvoigt und Winzer.

## Leben und Wirken
Mehlig stammte aus einer alteingesessenen Winzerfamilie, die bereits im 17. Jahrhundert den Wolframsdorfschen Weinberg auf Wahnsdorfer Flur bewirtschaftete. Im Jahr 1835 wurde Mehlig, ebenso wie sein Vater vorher, Hofewinzer auf dem Hohen Hause oberhalb der Hoflößnitz. 1863 wurde er zum Bergvoigt des Staatsweinguts Hoflößnitz ernannt.
In den Jahren von 1835 bis 1870 führte Mehlig ein fünf Bände umfassendes Tagebuch über die „Natur- und Weltbegebenheiten“. Das Manuskript wird heute als Rarum im Stadtarchiv Radebeul verwahrt und gehört zu den wichtigen Quellen zur Regionalgeschichte sowie zu den Witterungsbedingungen des Weinbaugebiets der Lößnitz.
Auch zum Elbhochwasser 1845 (diese „merkwürdigsten Wasser“) finden sich bei Mehlig wichtige Chronistenangaben. Insbesondere dienen diese ausführlichen Augenzeugenberichte zur Glaubhaftmachung der zeitgenössischen Kartendarstellungen der Elbüberflutungen, „die kaum glaublich“ erschienen.

## Schriften
- Aus dem Tagebuch von Johann Gottlob Mehlig (Tagebucheintragungen zum Elbhochwasser 1845), abgerufen am 21. Juni 2012.